# Нейне
Нейне е най-северното значително антично поселение по долината нa Средна Струма и в рамките нa римската провинция Македония.

## Разположение
Руините на античния град Нейне са разположени върху възвишение в м.Рукалото – с дължина около 600 m и ширина около 70 m, югозападно от м. „Хилядница“, в рамките на територията на землището на с.Долна Градешница.

## Откритие
Първата публикация за античния град е на българския историк Васил Кънчов е от 1894 г.

## История
Селището е съществувало в периода от втората половина на I век сл. Хр. до средата на III век сл. Хр. Отделни материални находки свидетелстват за наличието на храм посветен на египетските божества Изида и Серапис. Открити са и оброчни плочки на тракийския Херос, Артемида, Зевс и Хера, Диоскурите, подставка от статуя на Дионис, част от мраморна ара, надписи, монети и мн.др.
От надпис, открит на мястото на археологическия обект, се разбира, че се касае за полис, т.е. селище с градска уредба. От особено значение е строитлният надпис, в който се говори за светилище на Изида и Серапис, датиран 78 г.сл. Хр., където се споменава името на града – Нейне. Епиграфският паметник е публикуван от Василка Герасимова-Томова и Борис Сандански, където населението се определя със събирателния термин „демос“.